# Diphyus provancheri
Diphyus provancheri là một loài tò vò trong họ Ichneumonidae.